# Радичевић (презиме)
Радичевић је српско презиме настало од мушког имена Радич. Значајни људи са презименом су:
- Бранко Радичевић (1824–1853), српски песник
- Јованка Радичевић (рођена 1986), црногорска рукометашица
- Никола Радичевић (рођен 1994), српски кошаркаш